# Pivotal
Pivotal (1993-2021), est un cheval de course pur-sang anglais, propriété de son éleveur Cheveley Park Stud, entraîné par Sir Mark Prescott et monté en course par George Duffield. Sprinter de talent, il est surtout un étalon majeur.

## Carrière de courses
Entraîné à Newmarket, non loin de Cheveley Park Stud où il a vu le jour, Pivotal fait son apparition à l'automne de ses 2 ans, mais ne prend qu'une anonyme neuvième place. Pourtant, onze jours plus tard, il s'impose netterment dans un maiden et confirme ses progrès en remportant avec style, une semaine après, une course à conditions. On ne reverra cet immense poulain, qui toise 1,68 m, que huit mois plus tard, et directement au cœur du meeting de Royal Ascot, au départ des King's Stand Stakes alors labellisées groupe 2. Avec son palmarès quelque peu maigrelet, mais l'impression laissée à 2 ans, rentrer directement dans une telle course, semble un pari si fou que les parieurs lui attribuent une cote de méfiance. À raison, car le pari de Mark Prescott est fou mais gagnant : victoire de Pivotal. Favori cette fois de la July Cup, il ne confirme cependant pas son coup d'éclat d'Ascot et ne peut faire mieux que sixième. Mais Pivotal n'est pas le poulain d'une seule course : en lice dans les Nunthorpe Stakes, il gagne à la lutte et remporte son premier groupe 1. Le seul en fait, puisque sa carrière se termine là.    

### Résumé de carrière
| Date        | Hippodrome  | Pays        | Course                 | Statut      | Distance    | Jockey      | Place       | Écart       | Vainqueur ou deuxième |
| 1995, 2 ans | 1995, 2 ans | 1995, 2 ans | 1995, 2 ans            | 1995, 2 ans | 1995, 2 ans | 1995, 2 ans | 1995, 2 ans | 1995, 2 ans | 1995, 2 ans           |
| ----------- | ----------- | ----------- | ---------------------- | ----------- | ----------- | ----------- | ----------- | ----------- | --------------------- |
| 19 octobre  | Newbury     | Royaume-Uni | Maiden                 | Class D     | 1 200 m     | C. Nutter   | 9e / 20     |             | Fly Tip               |
| 30 octobre  | Newcastle   | Royaume-Uni | Maiden                 | Class D     | 1 200 m     | G. Duffield | 1er / 12    | 2 ½         | Domak Amaam           |
| 6 novembre  | Folkestone  | Royaume-Uni | Epee Conditions Stakes | Class C     | 1 000 m     | G. Duffield | 1er / 9     | 4           | Smithereens           |
| 1996, 3 ans |             |             |                        |             |             |             |             |             |                       |
| 21 juin     | Ascot       | Royaume-Uni | King's Stand Stakes    | Gr. 2       | 1 000 m     | G. Duffield | 1er / 17    | 1/2         | Mind Games            |
| 11 juillet  | Newmarket   | Royaume-Uni | July Cup               | Gr. 1       | 1 200 m     | G. Duffield | 6e / 10     |             | Anabaa                |
| 22 août     | York        | Royaume-Uni | Nunthorpe Stakes       | Gr. 1       | 1 000 m     | G. Duffield | 1er / 8     | cte tête    | Eveningperformance    |

## Au haras
De retour à Cheveley Park Stud, cette fois en tant qu'étalon, Pivotal est proposé à £ 6 000 la saillie, un tarif plutôt modeste qui s'explique par sa grande taille et ses origines pas forcément les plus en vogue, même s'il possède un atout de taille, étant "outcross" sur Sadler's Wells et Danzig, c'est-à-dire exempt du sang de ces deux omniprésents étalons. Mais il va rapidement se révéler un reproducteur hors pair et son prix grimpe jusqu'à £ 85 000 en 2008. Sa remarquable production, qui compte 32 lauréats de groupe 1, se signale par sa polyvalence, Pivotal donnant de bons éléments précoces et rapides aussi bien que classiques.
Parmi ses meilleurs produits, et pour s'en tenir aux lauréats de groupe 1, citons (avec entre parenthèses le nom du père de mère) :
- Somnus (Night Shift) : Haydock Sprint Cup, Prix Maurice de Gheest, Prix de la Forêt. Sprinter européen de l'année (2004)
- Sariska (Muhtarram) : Oaks, Irish Oaks. 3 ans de l'année en Europe (2009)
- Addeybb (Kingmambo) : Ranvet Stakes, Queen Elizabeth Stakes (x2), Champion Stakes
- Halfway to Heaven (Indian Ridge) : Irish 1000 Guineas, Nassau Stakes, Sun Chariot Stakes
- Peeress (Primo Dominie) : Sun Chariot Stakes, Lockinge Stakes
- Immortal Verse (Sadler's Wells) : Coronation Stakes, Prix Jacques Le Marois
- Regal Parade (Royal Academy) : Haydock Sprint Cup, Prix Maurice de Gheest
- Farhh (Lando) : Lockinge Stakes, Champion Stakes
- African Story (Gone West) : Dubaï World Cup, Al Maktoum Challenge Round 3
- Siyouni (Danehill) : Prix Jean-Luc Lagardère

Si Pivotal a pour meilleur continuateur au stud l'excellent étalon Siyouni, son influence se fait surtout sentir par ses filles, qui lui ont offert trois titres de tête de liste des pères de mères en Angleterre et en Irlande entre 2017 et 2019. Il est ainsi le père de mère de : 
- Cracksman (par Frankel) : Champion Stakes, Prix Ganay, Coronation Cup, meilleur 3 ans d'Europe (2017)
- Love (par Galileo) : Moyglare Stud Stakes, 1000 Guinées, Oaks, Yorkshire Oaks, Prince of Wales's Stakes. Meilleure 3 ans de l'année en Europe (2020)
- Magical (par Galileo et Halfway to Heaven) : Champion Stakes, Irish Champion Stakes, Tattersalls Gold Cup, British Champions Fillies' and Mares' Stakes, Pretty Polly Stakes
- Nashwa (par Frankel) : Prix de Diane, Nassau Stakes, Falmouth Stakes.
- Rhododendron (par Galileo) : Fillies' Mile, Prix de l'Opéra, Lockinge Stakes, mère de Auguste Rodin
- Camille Pissarro (par Wootton Bassett) : Prix Jean-Luc Lagardère, Prix du Jockey Club
- Hermosa (par Galileo) : 1.000 Guinées, 1.000 Guinées Irlandaises
- One Master (par Fastnet Rock) : triple vainqueur du Prix de la Forêt.

Pivotal accomplit une longue carrière à Cheveley Park Stud, dont il est devenu le socle de l'élevage, avant d'être mis à la retraite au début de 2021 puis de s'éteindre en novembre de la même année, à 28 ans.

## Origines
Pivotal est le tout premier poulain né des œuvres du miler Polar Falcon, un fils de Nureyev qui remporta les Lockinge Stakes et mena sa carrière d'étalon à Chevely Park Stud lui aussi. Le tout premier, et le meilleur d'une production honorable, mais pas mémorable. La mère de Pivotal, Fearless Revival, une fille de l'Américain Cozzene, avait montré de la qualité en prenant un accessit dans les Rockfel Stakes (Gr.3) à 2 ans. Elle est la fille d'une bonne pouliche italienne, Stufida, qui s'imposa dans un Premio Lydia Tesio avant de prendre quelques places dans des groupe 3 américains.

### Pedigree
| Origines de Pivotal (GB), mâle alezan né en 1993 | Origines de Pivotal (GB), mâle alezan né en 1993 | Origines de Pivotal (GB), mâle alezan né en 1993 | Origines de Pivotal (GB), mâle alezan né en 1993 |
| ------------------------------------------------ | ------------------------------------------------ | ------------------------------------------------ | ------------------------------------------------ |
| Père Polar Falcon                                | Nureyev                                          | Northern Dancer                                  | Nearctic                                         |
| Père Polar Falcon                                | Nureyev                                          | Northern Dancer                                  | Natalma                                          |
| Père Polar Falcon                                | Nureyev                                          | Special                                          | Forli                                            |
| Père Polar Falcon                                | Nureyev                                          | Special                                          | Thong                                            |
| Père Polar Falcon                                | Marie d'Argonne                                  | Jefferson                                        | Charlottesville                                  |
| Père Polar Falcon                                | Marie d'Argonne                                  | Jefferson                                        | Monticella                                       |
| Père Polar Falcon                                | Marie d'Argonne                                  | Mohair                                           | Blue Tom                                         |
| Père Polar Falcon                                | Marie d'Argonne                                  | Mohair                                           | Imberline                                        |
| Mère Fearless Revival                            | Cozzene                                          | Caro                                             | Fortino                                          |
| Mère Fearless Revival                            | Cozzene                                          | Caro                                             | Chambord                                         |
| Mère Fearless Revival                            | Cozzene                                          | Ride The Trails                                  | Prince John                                      |
| Mère Fearless Revival                            | Cozzene                                          | Ride The Trails                                  | Wildwook                                         |
| Mère Fearless Revival                            | Stufida                                          | Bustino                                          | Busted                                           |
| Mère Fearless Revival                            | Stufida                                          | Bustino                                          | Ship Yard                                        |
| Mère Fearless Revival                            | Stufida                                          | Zerbinetta                                       | Henry the Seventh                                |
| Mère Fearless Revival                            | Stufida                                          | Zerbinetta                                       | Yucatan (famille 7)                              |